# Barry White
Barrence Eugene Carter (Galveston, Texas, 12 de septiembre de 1944-Los Ángeles, California, 4 de julio de 2003), conocido artísticamente como Barry White, y El Maestro, por un círculo cercano, fue un compositor, cantante, arreglista y productor musical estadounidense de los géneros R&B y soul. Caracterizado por un timbre bajo, grave y ronco, ganó dos premios Grammy en el 2000 y otros reconocimientos, como los premios Soul Train o los American Music.
El mayor éxito de White se produjo a partir de 1973, al emerger repentinamente como artista solista, construyendo así un legado que se mantuvo por el resto de la década de 1970, aunque su carrera continuó hasta 1999 con la producción de un total de 20 álbumes de estudio con su nombre. Llegó tres veces al número 1 de las listas Hot 100 en su país, con las canciones que lo hicieron mundialmente famoso: Love's Theme (interpretado por su orquesta, The Love Unlimited Orchestra), Can't Get Enough of Your Love, Babe y You're the First, the Last, My Everything, las dos últimas procedentes del álbum Can't Get Enough, de 1974. Debido a una insuficiencia renal crónica, falleció a la edad de 58 años.
Barry White logró 106 álbumes de oro y 41 de ellos lograron el estatus de platino. White tuvo 20 sencillos de oro y 10 de platino, con ventas de récord mundial de más de 100 millones de discos, y es uno de los artistas musicales más vendidos de todos los tiempos. Sus influencias incluyeron a James Cleveland, Ray Charles, Aretha Franklin, Elvis Presley, The Supremes, The Four Tops y Marvin Gaye e Isaac Hayes (reconocido por él mismo como influencia).

## Trayectoria
White nació en Galveston, Texas, el 12 de septiembre de 1944, registrado con el nombre Barrence Eugene Carter, hijo natural al igual que su hermano, de la pianista Sadie M. Carter y de Melvin A. White. Al ver el certificado de nacimiento, Melvin vio que su hijo tenía el apellido Carter y lo tachó, sustituyéndolo por el suyo, White. Se crió en el gueto negro al sur de la ciudad de Los Ángeles, en el seno de una familia pobre. En estas condiciones  , aprendió a defenderse desde pequeño, formando parte de una pandilla juvenil desde los 10 años de edad. A los 15 años fue encarcelado junto con su hermano Darryl Lionel White durante dos meses por el robo de unos neumáticos. Inspirado por la canción It's Now or Never, de Elvis Presley, que escuchó mientras estaba en prisión, decidió cambiar de vida y de amigos. Desde muy niño entró en el mundo de la música, influenciaoa por su madre quien como pianista formada en un conservatorio, en casa escuchaban a músicos como Mozart, Bach y Beethoven. Más tarde entró a una fraternidad en la que tocaba el piano y cantaba en el coro de la iglesia. Rápidamente fue promovido a director del coro.

La distintiva voz de bajo-barítono de Barry White, por la que después sería famoso, apareció repentinamente cuando tenía catorce años: 
"Nos asustó a a mi madre y a mí mismo cuando hablé una mañana; fue completamente inesperado; mi pecho tembló, quiero decir vibró; mi madre sólo me miraba, estaba asombrada. Lo siguiente que supe fue cuando su cara de asombro se transformó en una gran sonrisa; las lágrimas le corrían por la cara y me dijo: ‘Mi hijo es un hombre’". 
Ya convertido en cantante, durante la década de 1960 grabó varios discos con su nombre real y como integrante de grupos como The Upfronts, The Atlantics y The Majestics. Luego se convirtió en productor de artistas tales como Felice Taylor, Viola Wills y Johnny Wyatt.
En 1969, White conoció a las cantantes Diane Taylor, Glodean James (quien sería su segunda esposa, en 1974) y a su hermana menor Linda James, con las cuales, y tras un año de ensayos, creó el grupo Love Unlimited, y cuyo primer éxito llegó de la mano del mismo en 1972 tras componer el primer sencillo de ellas Walkin' in the rain with the one I love (#14 Billboard Hot 100, #6 R&B). Dicha canción apareció en el primer álbum producido por White: From A Girl's Point Of View We Give To You. Luego logró hacer realidad su deseo de toda la vida, y creó una orquesta con 40 músicos Love Unlimited Orchestra. Si bien White componía, y en menor medida dirigía a la orquesta, fue su amigo y mano derecha, el renombrado arreglista, pianista y director de orquesta Gene Page, quien gracias a su formación en un conservatorio, se encargó principalmente desde 1972 hasta 1976 de concretar el característico sonido de la orquesta, con elaborados arreglos de cuerdas y los arreglos rítmicos modernos de White.
En 1973 y tras su éxito con su primer álbum I've Got So Much To Give (del que se extrae su éxito I'm Gonna Love You Just a Little More Baby, #1 R&B, #3 Pop), White había abierto un nuevo camino para su música, así que reunió nuevamente a su orquesta en el estudio para grabar Rhapsody in White, el álbum que contenía el clásico Love's theme (#1 Pop en 1974).
A finales de 1973, editó su segundo álbum, Stone Gon', en el que destaca el tema "Never, never gonna give you up" (#2 R&B y #7 Pop en 1973), y en 1974 con su álbum #1 Can't Get Enough, que contiene los clásicos Can't Get Enough of Your Love, Babe (#1 Pop y #1 R&B) y You're the First, the Last, My Everything (#1 R&B, #2 Pop).
Más tarde llegaron otros éxitos como What am I gonna do with you (#1 R&B, #8 Pop en 1975), y Let the music play (#4 R&B en 1976). Su último gran éxito tuvo lugar en 1977, cuando el primer sencillo de Barry White Sings For Someone You Love, It's Ecstasy When You Lay Down Next To Me, llegó a lo más alto de las listas de Estados Unidos (#1 R&B). Durante esta época dorada, White apadrinó y produjo a otros artistas y grupos musicales, como Tom Brock, Evan Pace, Jay Dee, Gloria Scott y White Heat, entre otros, pero sus éxitos fueron menores. Mientras editaba y producía álbumes, dejó 20th Century Records y creó su propia compañía discográfica, "Unlimited Gold Records", subsidiaria de CBS, en 1976.
En paralelo, White daba forma a su sueño de toda la vida: una orquesta de soul. En una entrevista, White declaraba: "Siempre me han gustado las sinfonías, la música pura, sin cantante", por lo que en 1973, tras muchos intentos, convenció a su discográfica de lanzar un LP instrumental. El concepto fue visto con escepticismo por los directivos; incluso el mismo Russ Regan decía: "Barry, estás aprovechándote de tu discográfica, no podemos vender una orquesta". "Esta sí va a vender", replicaba White. El álbum, que contenía un total de ocho canciones, finalizaba con el clásico "Love's Theme", tema instrumental que se transformó en un éxito mundial. El tema se creó inicialmente para Love Unlimited, pero los arreglos de cuerda de Gene Page conmovieron profundamente a White, por lo que decidió dejarlo así, instrumental. A partir de ahí, emergieron una serie de álbumes y sencillos instrumentales que dieron a conocer la faceta de compositor y arreglista de White. Se embarcaron en giras por todo el mundo, en países como Alemania, Reino Unido, Países Bajos, Brasil, México y otros, en los cuales, al menos un tema era instrumental, y muchas veces "Love's Theme" era dirigido en directo por el mismo White. Si bien las habilidades de White eran limitadas, se las arreglaba para transferir sus ideas a los músicos, interpretando él mismo en los instrumentos los acordes, acentos, ritmos y cualquier detalle que deseaba que formara parte del tema final.
En plena fiebre de la música disco, cuando diversos artistas del mundo empezaron a poner el acento en el ritmo de sus discos, Barry White se convirtió en uno de los triunfadores de los últimos años de la década con canciones como la perteneciente a su álbum The Man, Your sweetness is my weakness (#2 R&B en 1978). Culminó su época dorada con su versión del clásico de Billy Joel Just the way you are (#12 en el Reino Unido).[cita requerida]
Durante la década de 1980, tras haber firmado un nuevo contrato discográfico con Columbia Records, se dedicó a grabar una serie de álbumes que casi no tuvieron repercusión (con excepción de The Message Is Love), entre ellos uno realizado con su esposa Glodean White con el título Barry & Glodean. No obstante, los éxitos apenas llegaban al Top 50. En 1985, tras la muerte de su madre, la de Diane Taylor (vocalista de su grupo Love Unlimited) y el asesinato de su hermano Darryl Lionel a manos de una banda criminal, White entró en un período de reflexión. Descontento con la promoción, abandonó Columbia Records y tuvo que cerrar su discográfica Unlimited Gold en 1986 en una urgente reorganización financiera para dejar de perder dinero, tras lo cual se cambió a A&M Records, y con ello, su carrera tomó una nueva dirección caracterizada por la mezcla entre el sonido electrónico de los sintetizadores y parte del sonido orquestal de The Love Unlimited Orchestra. El éxito regresó en 1987 con la canción Sho' You Right, que entró en el Top 20 británico y culminó con el premiado y exitoso The Icon Is Love, en 1994, su mayor éxito desde Barry White Sings For Someone You Love. No obstante, obtuvo 106 Discos de Oro y 46 de Platino durante su trayectoria artística. Las giras de conciertos durante la década de 1980 no cesaron, principalmente en Europa.
Junto a la cantante británica Lisa Stansfield grabó una nueva versión del éxito de Stansfield All Around The World en 1992, pero no fue tan exitosa como la original. Durante la década de 1990, los álbumes Put Me In Your Mix y The Icon Is Love, comercialmente exitosos, le dieron a White la reputación de ser más que una figura de culto. También emergió como una celebridad menor de la televisión, y tuvo algunas apariciones en programas muy populares como The Simpsons y Ally McBeal.[cita requerida]
En 1999, la compañía Private Music dio a conocer su álbum Staying Power, a través del sencillo que lleva el título del álbum, el cual, pese a no haber sido un éxito significativo, le llevó a White a ganar 2 premios Grammy. También presentó su autobiografía "Love Unlimited: Insights of Life & Love", en una especie de despedida, con problemas de salud cada vez más evidentes.[cita requerida]

## Problemas de salud y fallecimiento
A comienzos de 2001, y después de décadas de fumar ininterrumpidamente, la salud de White comenzó a deteriorarse, ya que padecía una hipertensión crónica, y lo hospitalizaron en septiembre de 2002 por una insuficiencia renal, a la espera de un trasplante. Por ello, se le sometió a un tratamiento con hemodiálisis, pero su organismo no pudo resistir las complicaciones de ambas enfermedades y falleció el 4 de julio del 2003, a las 9 de la mañana, en el Centro Médico Cedars-Sinai, en Los Ángeles, a los 58 años. Su cuerpo fue incinerado y el 12 de julio sus cenizas fueron esparcidas por su esposa Glodean White en el océano Pacífico, en la costa de California, en un evento en el cual participaron cuarenta invitados, entre los cuales se hallaban familiares y amigos cercanos al cantante, como Michael Jackson.[cita requerida]

## Testamento y herencia
El caso de Barry White es bien conocido en Estados Unidos en relación con los testamentos sin actualizar. Desde 1990 hasta su muerte, White había tenido una relación con Katherine Denton tras separarse, en buenos términos, de su esposa Glodean White en 1988, con quien estaba casado desde julio de 1974. Sin embargo, y posiblemente debido a la buena relación que ambos mantenían, jamás se divorciaron. Cuando White murió, la herencia dispuesta en un testamento escrito en 1980 fue a parar a su esposa. El famoso abogado de origen neoyorquino Adam F. Streisand medió en la contienda entre Glodean y los abogados y el mánager del compositor. Katherine Denton demandó derechos de herencia, declarando que había dado a luz cuatro semanas antes de la muerte del cantante, en una época en la que este ya estaba hospitalizado. Un test de paternidad reveló que la niña no era de él. No obstante, Denton abandonó el juicio llevándose consigo la vivienda en la cual la pareja había estado viviendo, situada en Encino y valuada en dos millones de dólares. Varios documentos presuntamente firmados por Barry White permitían a su mánager y confidente Abby Schroeder explotar su propiedad intelectual a través de compañías pequeñas controladas por ella. Dichos documentos habían sido preparados por los abogados del cantante tres años antes de su muerte. En el juicio se reveló que en la fecha en que estos se estamparon con su firma, White estaba actuando en Australia. Adam F. Streisand negoció un acuerdo por el que se transfirieron millones de dólares, incluidas sus canciones y sus álbumes, a la herencia del cantante.

## En el mundo audiovisual
En 1974, White compuso, arregló y produjo la banda sonora de la película Together Brothers, del género de blaxploitation, producción estadounidense realizada por 20th Century Fox, dirigida por William A. Graham y estrenada en cines el 7 de agosto de ese año. El álbum se considera perteneciente a la discografía de Love Unlimited Orchestra. Si bien la canción Say it again, de Love Unlimited, aparece en una de las escenas iniciales como música incidental, no aparece en la banda sonora; por otro lado, la canción de White "Honey please, can't ya see" (perteneciente a su álbum Stone Gon'), que es uno de los últimos temas del disco, no suena en la película. White canta '"Somebody's gonna off the man", en los créditos iniciales, y "People of tomorrow are the children of today" en los créditos finales.[cita requerida]
La canción "What a groove", compuesta por White y perteneciente al primer álbum de estudio de Love Unlimited Orchestra, Rhapsody in White (1974), se utilizó como tema de créditos finales para las temporadas de los años 1974-1976 del programa de televisión mexicano El Show de Los Polivoces, que se transmitió durante la década de 1970 por El Canal de las Estrellas de Televisa.[cita requerida]
En 1975, White actuó en la controvertida película Coonskin, del director de cine Ralph Bakshi, la cual mezcla animación con escenarios reales. El cantante no solo aparece en las escenas iniciales, sino que dobla a Hermano Oso (Brother Bear), uno de los personajes animados.[cita requerida]
Dos temas compuestos por White para la Love Unlimited Orchestra, "My Sweet Summer Suite" y "You, I Adore", aparecen en el episodio "Un Chapulín en Acapulco", de Chespirito, en 1977.[cita requerida]
En la década de 1990, White regresó a la fama con las series de televisión Ally McBeal (Temporada 2, Episodio 18, Those Lips, That Hand) y en Los Simpson: en el capítulo Día del Garrote (Temporada 4, Episodio 20), canta su clásico Can't get enough of your love, babe, permitiendo que las culebras de Springfield se refugien en la vivienda de la familia Simpson para evitar la tradición de los garrotazos, y al principio del capítulo Krusty es kancelado (Temporada 4, Episodio 22). Can't get enough of your love, babe suena al final del capítulo La última tentación de Homer (Temporada 5, Episodio 9).[cita requerida]
White fue la inspiración para el personaje de Chef, de South Park y para el personaje Barry de la serie Castores Cascarrabias.[cita requerida]
Su éxito Love's theme aparece en la película Ghosts of Girlfriends Past, y da ambiente a una de las mejores escenas.[cita requerida]
Otro de sus grandes éxitos, Never, never gonna give you up, forma parte de la banda sonora de la película Como Dios. En una de las escenas, Bruce Nolan (Jim Carrey) le baja la Luna con sus poderes a Grace Connelly (Jennifer Aniston) para hacer de esta velada la cita perfecta, acompañada con velas, vino y la armonía que ofrece la voz del artista.[cita requerida]
En el episodio 13 (titulado Searching for soul) de la primera temporada del programa de televisión de telerrealidad Locos por los autos (Counting Cars), emitido en Canal de Historia y producido por Leftfield Pictures, los protagonistas reciben la tarea de encontrar y reparar el legendario coche de White, un Stutz IV Porte de 1979. Su viuda Glodean fue la invitada del capítulo, que se emitió el 25 de septiembre de 2012.
En el episodio 26 de la temporada 9 de la serie-documental de origen británico emitido por Channel 5 y Reelz Autopsy: The Last Hours of... se narran los últimos momentos de la vida de White. Se transmitió el 6 de octubre de 2018.

## Premios y distinciones
- A mediados de los 70, ganó el premio BMI por vender más de tres millones de copias del single instrumental Love's Theme.

- En 1991, White fue nominado al premio Grammy por la canción The secret garden, de Quincy Jones.[18]

- En 1994, White fue galardonado con el premio Soul Train por su trayectoria musical.[19]

- En 1996, White fue nominado a los premios Grammy por su álbum The Icon Is Love y a los premios Soul Train, por la canción Practice what you preach.[20]

- En 2000, ganó dos premios Grammy en los apartados de mejor música tradicional y en rhythm and blues por Staying Power.[20]

- En 2004 fue el primer artista incluido en el Salón de la Fama de la Música Dance, junto con Donna Summer y los Bee Gees.[21]

- El 12 de septiembre del 2013, Barry White fue distinguido de forma póstuma con una estrella en el Paseo de la Fama de Hollywood. En la ceremonia, Glodean White, acompañada de su hermana Linda James, intégrante del grupo Love Unlimited, pronunció un discurso en su nombre. El legendario productor musical Berry Gordy también rindió tributo al cantante.[cita requerida]

En Los Ángeles hay un parque público nombrado en su honor. 

## Discografía

### Grabaciones

#### Álbumes de estudio
- I've Got So Much To Give (1973)
- Stone Gon' (1973)
- Can't Get Enough (1974)
- Just Another Way To Say I Love You (1975)
- Let The Music Play (1976)
- Is This Whatcha Wont? (1976)
- Barry White Sings For Someone You Love (1977)
- The Man (1978)
- I Love To Sing The Songs I Sing (1979)
- The Message Is Love (1979)
- Sheet Music (1980)
- Barry & Glodean (1981) (grabado con su esposa Glodean White)
- Beware! (1981)
- Change (1982)
- Dedicated (1983)
- The Right Night & Barry White (1987)
- The Man Is Back! (1989)
- Put Me In Your Mix (1991)
- The Icon Is Love (1994)
- Staying Power (1999)

### Sencillos
- I'm Gonna Love You Just a Little More Baby (1973)
- I've Got So Much to Give (1973)
- Never, Never Gonna Give You Up (1973)
- Honey Please, Can't Ya See (1973)
- Can't Get Enough of Your Love, Babe (1974)
- You're the First, The Last, My Everything (1974)
- What Am I Gonna Do With You (1975)
- I'll Do For You Anything You Want Me To (1975)
- Let the Music Play (1975)
- You See The Trouble with Me (1975) (con Ray Parker, Jr.)
- Baby, We Better Try to Get It Together (1976)
- Don't Make Me Wait Too Long (1976)
- I'm Qualified to Satisfy You (1976)
- It's Ecstasy When You Lay Down Next to Me (1977)
- Playing Your Game, Baby (1977)
- Oh, What a Night for Dancing (1978)
- Your Sweetness is My Weakness (1978)
- Just the Way You Are (1978)
- Sha-La-La Means I Love You (1979)
- Any Fool Can See (You Were Meant For Me) (1979)
- It Ain't Love, Babe (Until You Give It) (1979)
- I Love to Sing The Songs I Sing (1979)
- How Did You Know It Was Me? (1979)
- Love Ain't Easy (1980)
- Sheet Music (1980)
- Love Makin' Music (1980)
- I Believe in Love (1980)
- Louie Louie (1981)
- Beware (1981)
- Change (1982)
- Passion (1982)
- America (1982)
- Don't Let Them Blow Your Mind (1984)
- Sho' You Right (1987)
- For Your Love (I'll do Most Anything) (1987)
- Super Lover (1989)
- Follow That and See (Where it Leads Y'all) (1989)
- I Wanna Do It Good to Ya (1990)
- When Will I See You Again (1990)
- Put Me In Your Mix (1991)
- Practice What You Preach (1994)
- Love Is The Icon (1994)
- Come On (1994)
- I Only Want To Be With You (1994)
- There It Is (1994)
- Staying Power (1999)
- The Longer We Make Love (1999) (junto a Lisa Stansfield y Chaka Khan)

#### Sencillos a dúo
- Didn't We Make It Happen, Baby (junto a Glodean White, 1981)
- I Want You (junto a Glodean White, 1981)
- The Secret Garden (junto a Quincy Jones, 1990)
- All of Me (junto a Big Daddy Kane, 1990)
- Dark and Lovely (junto a Isaac Hayes, 1992)
- All Around the World (junto a Lisa Stansfield, 1992)
- At the End of the Day (junto a Quincy Jones, 1995)
- Slow Jams (junto a Babyface, Quincy Jones y SWV, 1996)
- In Your Wildest Dreams (junto a Tina Turner, 1996)
- My Everything (junto a Faith Evans, 1997)
- Basketball Jones (junto a Chris Rock, 1996)
- You're the First, The Last, My Everything (junto a Luciano Pavarotti, 2001)

### Recopilatorios destacados
- Barry White's Greatest Hits (1975)
- Barry White's Greatest Hits 2 (1981)
- The Collection (1988)
- Just For You (4 CD) (1992)
- All Time Greatest Hits (1994)
- Boss Soul - The genius of Barry White (1995). Recopilatorio de canciones compuestas durante la década de 1960 para Felice Taylor, Viola Wills, Johnny Wyatt y Barry White.
- Your Heart and Soul: The Love Album (2000). Recopilación de "demos" compuestas por White y lanzada por primera vez en 1974 bajo el título No Limit In Love.
- The Ultimate Collection (2000)
- The Best of Barry White (2003)
- White Gold: The Very Best of Barry White (2005)
- Unlimited (4 CD + 1 DVD) (2009)
- The Complete 20th Century Records Singles (2018)
- The 20th Century Records Albums [1973-1979] (9 CD) (2018)

### Grabaciones en vivo disponibles
- Live in Mexico (1976)
- Live in Germany (1975)
- Live in Concert: Frankfurt (1979)
- Live In Belgium (1991). Vendida por primera vez en formato VHS.
- An Evening With Barry White (Arrowhead Pond en el Sur de California) (1999)

### Álbumes de otros artistas compuestos y/o producidos por Barry White
Los siguientes álbumes no solo fueron producidos por Barry White, sino que el trío White/Gene Page/Love Unlimited Orchestra arregló los temas (exceptuando el último título de la lista, en el cual Gene Page no participó):
- Evan Pace - Face To Face (1973)
- Gloria Scott - What Am I Gonna Do (1974)
- Jay Dee - Come On In Love (1974)
- Gene Page - Hot City (1974)
- Tom Brock - I Love You More And More (1974)
- Danny Pearson - Barry White Presents Mr. Danny Pearson (1977)
- Jimmie & Vella Cameron - Song Painters (1981)

Los siguientes álbumes fueron producidos por Barry White, y su participación creativa o de su orquesta fue mínima:
- Westwing - Westwing (1975)
- White Heat - White Heat (1975)
- Black Satin featuring Fred Parris - Black Satin featuring Fred Parris (1976)

Este último contiene la canción How I wish we could do it again, compuesta por Barry White y Robert Relf.

### Vídeos
- Together Brothers (William A. Graham, 1974) (Tráiler oficial)
- Coonskin (Ralph Bakshi, 1975) (Tráiler oficial)
- Your Sweetness is my Weakness, del álbum "The Man" (1978)
- Just the way you are, del álbum "The Man" (1978)
- Versión en español hecha por el propio Barry White de su canción Love makin´music
- Barry White & Luciano Pavarotti, “You’re the first, the last, my everything”
- Practice What You Preach
- Staying Power

- Datos: Q213647
- Multimedia: Barry White / Q213647